# Raketa

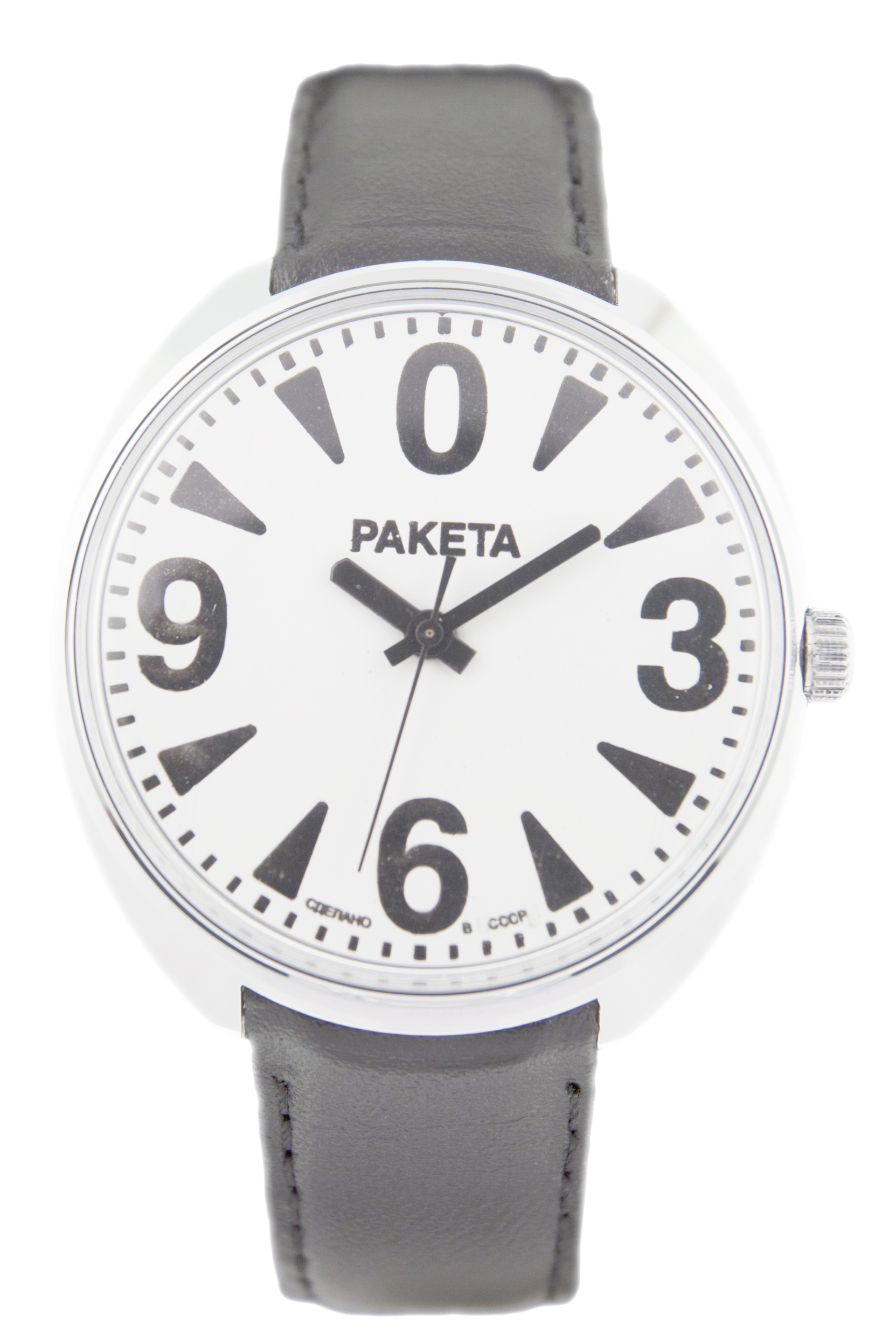
Petrodvorets Classic 1985 van Raketa

Raketa (Russisch: Ракета, wat betekent "Raket") is een Russische bedrijfsnaam gehanteerd sinds 1961 voornamelijk voor de verkoop van polshorloges. De uurwerken worden gemaakt in Sint-Petersburg in de Petrodvorets uurwerkfabriek, de oudste fabriek van Rusland, in 1721 opgericht door Tsaar Peter de Grote.
Raketa was leverancier voor het Rode Leger, de Rode Vloot en een aantal poolexpedities. De merknaam eert de eerste bemande raketvlucht van Joeri Gagarin op 12 april 1961 in de Vostok 1. In de jaren zeventig waren er jaren dat er meer dan 5 miljoen polshorloges per jaar werden geproduceerd.